# Avengers: Endgame
Avengers: Endgame (bra: Vingadores: Ultimato; prt: Vingadores: Endgame) é um filme de super-herói americano de 2019 baseado na equipe Vingadores da Marvel Comics. Produzido pela Marvel Studios e distribuído pela Walt Disney Studios Motion Pictures, é a sequência direta de Avengers: Infinity War (2018) e o vigésimo segundo filme do Universo Cinematográfico Marvel (UCM). Dirigido pelos Irmãos Russo e escrito por Christopher Markus e Stephen McFeely, o filme apresenta um ensemble cast, composto por Robert Downey Jr., Chris Evans, Mark Ruffalo, Chris Hemsworth, Scarlett Johansson, Jeremy Renner, Don Cheadle, Paul Rudd, Brie Larson, Karen Gillan, Danai Gurira, Benedict Wong, Jon Favreau, Bradley Cooper, Gwyneth Paltrow e Josh Brolin. No filme, os membros sobreviventes dos Vingadores e seus aliados trabalham para reverter os danos causados por Thanos em Infinity War.
O filme foi anunciado em outubro de 2014 sob o título Avengers: Infinity War – Part 2, mas a Marvel posteriormente o renomeou. Os irmãos Russos se juntaram como diretores em abril de 2015, com Markus e McFeely assinando para escrever o roteiro no mês seguinte. A obra serve como uma conclusão para a trama do UCM até aquele momento, encerrando os arcos de história para diversos personagens principais. Seu enredo revisita vários momentos de filmes anteriores, trazendo de volta atores e cenários de toda a franquia. As filmagens começaram em agosto de 2017 no Pinewood Atlanta Studios no Condado de Fayette, Geórgia, e terminaram em janeiro de 2018, com suas gravações sendo realizadas consecutivamente com Infinity War. Filmagens adicionais ocorreram nas regiões metropolitanas de Atlanta, Downtown Atlanta, estado de Nova Iorque, Escócia e Inglaterra. O título oficial foi revelado em dezembro de 2018. Com um orçamento estimado de 356–400 milhões de dólares, é um dos filmes mais caros já produzidos.
Avengers: Endgame estreou no Los Angeles Convention Center em Los Angeles no dia 22 de abril de 2019, e foi lançado nos Estados Unidos em 26 de abril, como parte da Fase Três do UCM; no Brasil e em Portugal, a estreia aconteceu em 25 de abril. O filme foi altamente elogiado pela crítica especializada, que destacou a sua direção, trilha sonora, performances, sequências de ação, efeitos visuais e peso emocional, e enfatizou o seu ponto culminante da história de vinte e dois filmes. Arrecadou aproximadamente 2,799 bilhões de dólares em todo o mundo, superando toda a receita de Infinity War em apenas onze dias e quebrando vários recordes de bilheteria, tornando-se, inclusive, o filme de maior bilheteria de todos os tempos no período de julho de 2019 a março de 2021. A obra recebeu múltiplos prêmios e indicações, incluindo em categorias de melhores efeitos visuais no 25.º Critics' Choice Movie Awards (a qual venceu), Óscar 2020 e BAFTA 2020. Um quinto filme dos Avengers e um sexto, intitulado Avengers: Secret Wars, estão programados para serem lançados em 2026 e 2027, respectivamente.

## Enredo
Em 2018, 23 dias após Thanos ter eliminado metade de toda a vida no universo, Carol Danvers resgata a nave de Tony Stark e Nebulosa perdida no espaço. Eles se reúnem com os Vingadores restantes — Bruce Banner, Steve Rogers, Thor, Natasha Romanoff e James Rhodes — e Rocket na Terra. Localizando Thanos em um planeta desabitado, eles planejam usar as Joias do Infinito para reverter suas ações, mas descobrem que Thanos já as destruiu a fim de impedir que fossem usadas novamente. Enfurecido, Thor decapita Thanos.
Cinco anos depois, em 2023, Scott Lang escapa do Reino Quântico. Chegando ao Complexo dos Vingadores, ele explica que passou apenas cinco horas preso. Teorizando que o Reino Quântico permite viajar no tempo, eles pedem a ajuda de Stark para recuperar as Joias no passado a fim de reverter as ações de Thanos no presente. Stark, Rocket e Banner — este último que, desde então, fundiu sua inteligência com a força do Hulk — constroem uma máquina do tempo. Banner observa que alterar o passado não afeta o presente; quaisquer mudanças criam realidades alternativas. Banner e Rocket viajam para Tønsberg, Noruega, onde visitam o assentamento de refugiados asgardianos em Nova Asgard e recrutam um Thor obeso e desanimado. Em Tóquio, Romanoff recruta Clint Barton, que se tornou um justiceiro após a morte de sua família.
Banner, Lang, Rogers e Stark viajam no tempo para Nova Iorque durante o ataque de Loki em 2012. No Sanctum Sanctorum, Banner convence a Anciã a lhe dar a Joia do Tempo, depois de prometer devolver as múltiplas Joias aos seus devidos pontos no tempo. Na Torre Stark, Rogers recupera a Joia da Mente dos agentes adormecidos da Hidra após batalhar com seu eu de 2012, mas a tentativa de Stark e Lang de roubar a Joia do Espaço falha, permitindo que uma variante de 2012 de Loki escape com ela. Rogers e Stark viajam para Camp Lehigh em 1970, onde Stark obtém uma versão anterior da Joia do Espaço e encontra seu pai, Howard. Rogers rouba Partículas Pym do laboratório de Hank Pym para retornar ao presente e espia seu amor perdido, a agente Peggy Carter.
Enquanto isso, Rocket e Thor viajam para Asgard em 2013; Rocket extrai a Joia da Realidade de Jane Foster, enquanto Thor é encorajado por sua mãe, Frigga, e recupera seu antigo martelo, Mjölnir. Barton, Romanoff, Nebulosa e Rhodes viajam para 2014; Nebulosa e Rhodes vão para Morag e roubam a Joia do Poder antes que Peter Quill pudesse roubá-la, enquanto Barton e Romanoff viajam para Vormir. O guardião da Joia da Alma, Caveira Vermelha, revela que ela só pode ser adquirida sacrificando alguém a quem se ama. Romanoff se sacrifica, permitindo que Barton obtenha a Joia. Rhodes e Nebulosa tentam retornar ao seu próprio tempo, mas Nebulosa fica incapacitada quando seus implantes cibernéticos se conectam com o seu eu do passado, permitindo que uma variante de 2014 de Thanos descubra sobre o sucesso de seu eu do futuro e a tentativa dos Vingadores de impedi-lo. Thanos envia Nebulosa de 2014 de volta para os Vingadores, no lugar de sua versão futura, a tempo de se preparar para sua chegada.
Reunindo-se no presente, os Vingadores colocam as Joias em uma manopla que Stark, Banner e Rocket construíram. Banner, tendo a maior resistência à sua radiação, empunha a manopla e realiza um segundo estalo que reverte as desintegrações de Thanos. Enquanto isso, Nebulosa de 2014, personificando sua versão do futuro, usa a máquina do tempo para transportar Thanos de 2014 e sua nave de guerra para o presente, que ele usa para destruir o Complexo dos Vingadores. A Nebulosa atual convence Gamora de 2014 a se rebelar contra Thanos, mas não consegue convencer a Nebulosa de 2014 e a mata. Thanos enfrenta e subjuga Stark, Thor e um Rogers que conseguiu empunhar Mjölnir, e convoca seu exército para recuperar as Joias, com a intenção de usá-las para destruir o universo e criar um novo. Stephen Strange, após ser ressuscitado, teleporta os outros Vingadores que foram restaurados, junto dos Guardiões da Galáxia, exércitos de Magos, Wakanda, Saqueadores e Asgard para lutarem contra o exército de Thanos. Danvers também chega e destrói a nave de guerra de Thanos, mas este a domina e empunha a manopla. Stark obtém as Joias e as usa para realizar um terceiro estalo, que desintegra Thanos e seu exército, mas acaba matando-o no processo .
Após o funeral de Stark, Thor nomeia Valquíria como a nova rainha de Nova Asgard e se junta aos Guardiões, que partem sem Gamora. Rogers usa a máquina do tempo mais uma vez para colocar as joias e o Mjölnir às suas próprias linhas temporais e permanece no passado para viver com Carter. No presente, um Rogers idoso passa seu escudo para Sam Wilson.

## Elenco
- Robert Downey Jr. como Tony Stark / Homem de Ferro: 
O líder e benfeitor dos Vingadores, que se autodescreve como gênio, bilionário, playboy e filantropo, que usa trajes eletromecânicos de sua própria criação.[9][10] De acordo com os diretores Joe e Anthony Russo, Downey foi o único ator que recebeu o roteiro completo do filme.[11] Os roteiristas Christopher Markus e Stephen McFelly sabiam que a morte de Stark era inevitável tanto como um "[movimento] para o altruísmo" quanto como um fim para o "capítulo" que Stark iniciou. Eles sentiram que sua morte foi merecida depois de lhe conceder "a aposentadoria perfeita", acrescentando: "Essa é a vida pela qual ele estava lutando [...] Ele se casou, teve uma filha, foi ótimo. Foi uma boa morte. Não pareceu uma tragédia. Pareceu uma vida heroica e finalizada."[12] Joe Russo explicou que Stark "sempre soube que iria morrer porque nunca poderia reconciliar essa noção em si de não proteger o universo", e acrescentou que o personagem foi o mais desafiador entre os Vingadores, já que ele "é o mais formidável de todos eles [...] por causa de seu coração."[13] Os Russos buscaram a aprovação de Downey para o fim do arco narrativo de Stark, que eles desenvolveram desde Captain America: Civil War (2016).[14]
- Chris Evans como Steve Rogers / Capitão América: 
Também líder dos Vingadores e um veterano da Segunda Guerra Mundial, que foi aprimorado fisicamente através de um soro experimental e congelado até acordar no mundo moderno.[10][15] Markus descreveu Rogers como alguém que está "se movendo em direção a algum tipo de interesse próprio esclarecido". Tanto ele como McFeely sabiam que ele iria receber "a dança" que prometeu a Peggy Carter em Captain America: The First Avenger (2011), com McFeely dizendo: "Ele adiou uma vida inteira para cumprir seu dever. É por isso que eu não acho que devíamos matá-lo. Porque esse não é o arco [da história de Rogers]. O arco é: 'eu finalmente ponho meu escudo no chão porque eu mereço isso'."[12] Patrick Gorman interpreta um Rogers idoso.[16]
- Mark Ruffalo como Bruce Banner / Hulk: 
Um Vingador e cientista genial, que por causa de uma exposição à radiação gama, possui uma força aprimorada e aparência monstruosa.[17] Neste filme, Banner conseguiu equilibrar seus dois lados com a experimentação gama, permitindo-lhe combinar sua inteligência com a força e a estatura física do Hulk,[18] baseada na identidade nos quadrinhos do "Professor Hulk".[19] Comparado a outros heróis, que ficaram desmotivados com a derrota contra Thanos, Banner foi o único personagem que permaneceu esperançoso, com Anthony Russo explicando: "Banner é o único personagem que está realmente forjando um novo futuro brilhante, tentando construir algo totalmente novo e encontrar algo completamente novo [...] Banner é aquele que é mais heroico no sentido de que ele mantém sua vontade de continuar tentando."[20] Isso conclui um arco do personagem que foi estabelecido em Thor: Ragnarok (2017) e continuou em Avengers: Infinity War.[21]
- Chris Hemsworth como Thor: 
Um Vingador e rei de Nova Asgard, baseado na divindade da mitologia nórdica de mesmo nome.[15] Thor agora possui um machado místico, conhecido como Rompe-Tormentas, após a destruição de seu martelo Mjolnir em Thor: Ragnarok.[22] No filme, Thor tornou-se um soberano bêbado e obeso que reside junto com os refugiados de Asgard em Tønsberg, Noruega. Referindo-se a essa drástica mudança de personagem, Hemsworth disse: "Eu só tinha uma opinião. Eu queria fazer algo diferente desta vez", e acrescentou: "Filmamos por muitas horas e dias e discutimos até que ponto poderíamos ir com Thor e o que conseguiríamos fazer de diferente."[23] Anthony Russo acrescentou: "Mesmo que haja muita diversão no filme por conta de sua condição física, não é uma piada. É uma manifestação de onde ele está em um nível de personagem, e achamos que é um dos aspectos mais relacionáveis dele. Quero dizer, é um tipo muito comum de resposta à depressão e à dor."[24] A história de Thor foi seu arco favorito, dizendo: "Parte da magia de Chris como um ator cômico é a sua dedicação à profundidade do personagem em um nível muito sério [...] É tão tortuoso e subversivo quando a comédia está chegando de um lugar de completo compromisso e complexidade emocional."[25] Hemsworth passou cerca de três horas de trabalhos de cabelo e maquiagem para a transformação, que também exigia que ele usasse um grande traje protético de silicone; ele foi chamado de "Thor Lebowski" nos sets de filmagens.[26] Inicialmente, Thor deveria voltar ao seu "velho eu esculpido" no meio de Endgame, mas Hemsworth argumentou com sucesso a favor de manter o novo corpo do personagem.[26]
- Scarlett Johansson como Natasha Romanoff / Viúva Negra: 
Uma espiã russa altamente treinada, Vingadora e ex-agente da organização S.H.I.E.L.D.[27][10] No início do filme, Romanoff continua a comandar várias equipes de toda a galáxia na sede dos Vingadores, que Joe Russo explicou que foi fruto de sua incapacidade de seguir em frente e de parar Thanos, dizendo: "ela está fazendo tudo o que pode para tentar manter a humanidade unida [...] Ela ainda é uma vigilante na muralha." Sobre a decisão de Romanoff de se sacrificar para Barton poder adquirir a Joia da Alma a fim de trazer todos de volta, Joe Russo afirmou que era parte de um tema maior que explora o desejo do sacrifício, comparado ao desejo de proteção em Infinity War; ele disse: "Quando ela chega àquela cena [da Joia da Alma], eu acho que ela entende que a única maneira de trazer a humanidade de volta é ela se sacrificando".[28] McFeely declarou: "Sua jornada, em nossas mentes, chegaria ao fim se ela pudesse trazer os Vingadores de volta.  Ela vem de um passado tão abusivo e terrível de controle mental, então quando ela chega a Vormir e tem a chance de ter a sua família de volta, é uma coisa pela qual ela trocaria."[12] Para se preparar para o filme, Johansson passou por um regime de treino de alta intensidade, que incluía exercícios pliométricos, levantamento de peso olímpico e ginástica, bem como uma dieta alimentar com restrição de tempo, tudo sob a supervisão de seu treinador de longa data, Eric Johnson, com quem trabalhou desde Iron Man 2 (2010) — o filme que introduziu sua personagem.[29]
- Jeremy Renner como Clint Barton / Gavião Arqueiro: 
Um mestre arqueiro, Vingador e ex-agente da S.H.I.E.L.D., que se tornou um vigilante conhecido como Ronin, após o desaparecimento de sua família.[30] McFeely descreveu a virada sombria de Barton como "um bom exemplo de pessoas que tiveram histórias muito mais fortes depois do estalo."[12] O filme é iniciado friamente, mostrando a desintegração da família de Barton, na qual inicialmente deveria estar em Infinity War após o estalo de Thanos; no entanto, foi movida para Endgame, com Markus explicando que "iria atenuar a brutalidade do que [Thanos] fez".[12] Joe Russo sentiu que era "uma cena muito trágica para abrir o filme. É uma das poucas cenas no filme que realmente me faz chorar quando eu assisto, porque eu penso na minha própria família [...] E então você pensa sobre o que aconteceria com você, como pai. Você se tornaria muito autodestrutivo."[20]
- Don Cheadle como James Rhodes / Máquina de Combate: 
Um ex-oficial da Força Aérea dos Estados Unidos e Vingador, que opera a armadura do Máquina de Combate.[31] Cheadle descreveu o novo pertencimento de Rhodes como um Vingador como "não tanto com um pé nas forças armadas. Ele é muito mais do lado dos Vingadores do que era antes".[32] Isso se reflete na visão de mundo mais instintiva e realista de Rhodes no meio do encontro com o fantástico, com Cheadle explicando: "Ele definitivamente tem uma atitude de 'o que está acontecendo' mais do que talvez o resto deles, dado seu histórico. Mas é uma prova de fogo, e ele se adaptou rapidamente ao que [a ameaça] é, ao invés do que ele gostaria que fosse."[32]
- Paul Rudd como Scott Lang / Homem-Formiga: 
Um Vingador e ex-presidiário, que adquiriu um traje que lhe permite diminuir seu tamanho, mas aumentar sua força e comandar formigas telepaticamente.[10] Lang é retratado pelos gêmeos Bazlo e Loen LeClair quando bebê, por Jackson A. Dunn aos 12 anos, e Lee Moore aos 93 anos.[33] Este foi o último filme de Moore antes de sua morte em agosto de 2018.[34] Markus explicou que a acrescentação de Lang no elenco ajudou a implementar a viagem no tempo no filme, dizendo: "nós tivemos acesso a ele em seu segundo filme, e o fato de que ele estava trazendo todo um subconjunto de tecnologia que tinha algo a ver com um conceito diferente de tempo era como um presente de aniversário."[35]
- Brie Larson como Carol Danvers / Capitã Marvel: 
Uma ex-pilota da Força Aérea dos Estados Unidos, que ganhou habilidades sobre-humanas ao ser exposta à explosão de um motor de aceleração abastecido pela energia do Tesseract.[36][37] Markus afirmou que os poderes de Danvers estão em uma escala que não existia anteriormente no UCM e comparou sua personalidade com a de Rogers, "que é uma espécie de pessoa que está certa e, sabe, eles estão certos, e realmente não querem ouvir quando você lhes diz que estão errados."[38] Danvers tem pouco tempo de tela no filme, com McFeely argumentando que "não é a história que estamos tentando contar — são os Vingadores originais lidando com a perda e chegando a uma conclusão, e ela é o sangue novo e fresco".[12] Larson filmou suas cenas para Endgame antes de começar a trabalhar em seu filme solo, Captain Marvel (2019), que foi lançado primeiro. Os diretores de Captain Marvel, Anna Boden e Ryan Fleck, estiveram presentes nas filmagens das cenas de Danvers em Endgame, e deram suas bênçãos à caracterização da personagem no filme.[39]
- Karen Gillan como Nebulosa: 
Um membro dos Guardiões da Galáxia e filha adotiva de Thanos, que foi criada junta com Gamora como irmãs.[40] Depois de ser previamente apresentada como uma antagonista ou anti-herói em filmes anteriores do UCM, Nebulosa passa por um arco de redenção no filme, onde ela faz as pazes por suas ações passadas, incluindo um encontro com uma versão passada de si mesma, com Gillan acrescentando que ela está "encarando de frente para seu antigo eu e está muito claro o quão longe ela veio daquela pessoa irritada, amarga e distorcida. Ela está começando a se conectar com outras pessoas e encontrar algum nível de perdão."[41] Gillan supôs que Nebulosa iria atuar em um papel de destaque no filme quando percebeu que Infinity War e Endgame seriam adaptados de The Infinity Gauntlet (1991), que ela havia lido anteriormente quando foi escalada pela primeira vez como Nebulosa em Guardians of the Galaxy (2014).[41] Gillan compartilhou várias cenas com Downey no início do filme, e os dois improvisaram a maioria de suas cenas juntos.[41]
- Danai Gurira como Okoye: A general das Dora Milaje, um grupo de mulheres guerreiras de elite.[42]
- Benedict Wong como Wong: Um Mestre das Artes Místicas e aliado de Doutor Estranho.[43]
- Jon Favreau como Happy Hogan: O chefe de segurança das Indústrias Stark, e ex-motorista e amigo de Stark.[44]
- Bradley Cooper como Rocket: 
Um membro dos Guardiões da Galáxia, caçador de recompensas, mercenário, e mestre de armas e táticas de batalha, baseado em um guaxinim geneticamente modificado.[45] Sean Gunn foi novamente o substituto de Rocket durante as filmagens, com sua atuação e expressões servindo de referência para a movimentação do personagem.[46] A aparição de Rocket no filme continua um arco de história que foi estabelecido pelo diretor e roteirista de Guardians of the Galaxy e produtor executivo de Endgame, James Gunn, nos dois primeiros filmes dos Guardiões da Galáxia, que foi prosseguido em Infinity War e Endgame, e terminará em Guardians of the Galaxy Vol. 3 (2023).[47]
- Gwyneth Paltrow como Virginia "Pepper" Potts: A esposa de Stark, e CEO das Indústrias Stark.[48] Potts usa uma armadura de exoesqueleto energizado armado feito para ela por Stark, baseado na armadura da Resgate.[49][50] Paltrow disse que esta seria sua última grande aparição no UCM.[51]
- Josh Brolin como Thanos: 
Um déspota intergalático natural de Titã, que reuniu todas as seis Joias do Infinito com o objetivo de dizimar metade das criaturas vivas do universo.[52][53][54] Joe Russo disse que, após Thanos ter sido bem-sucedido em Infinity War, ele agora está "farto. Ele já fez o que queria. Ele está aposentado."[55] Markus e McFeely tiveram um fator dificuldade pós-Infinity War de implementar o personagem, devido ao fato de Thanos já ter possuído todas as Joias do Infinito, até que o produtor executivo Trinh Tran sugerir que matassem Thanos no primeiro ato do filme. Markus explicou que a morte prematura do personagem "reforçou a agenda de Thanos. Ele terminou [...] era como 'Se eu tiver que morrer, posso morrer agora'".[12] Thanos possui menos tempo de tela em Endgame do que em Infinity War, onde ele foi considerado o personagem principal, como explicado por McFeely: "Nós tivemos que nos dar permissão para deixar o vilão no banco de trás um pouco. Eu não acho que alguém na primeira metade do filme esteja dizendo: 'Oh, eu gostaria que houvesse um vilão'. Você está focado na perda e no assalto no tempo, e você acha que é uma espécie de Vingadores contra a natureza." A versão mais nova de Thanos foi apelidada de "Thanos Guerreiro" pelos cineastas.[20] Além de fornecer a voz para o personagem, Brolin realizou a captura de movimento no set.[56] Joe Russo foi um substituto de Thanos em algumas cenas ao lado de Nebulosa.[57]

Diversos atores de Infinity War reprisam seus papéis em Endgame, incluindo Benedict Cumberbatch como Dr. Stephen Strange, Chadwick Boseman como T'Challa / Pantera Negra, Tom Holland como Peter Parker / Homem-Aranha, Zoe Saldana como Gamora, Elizabeth Olsen como Wanda Maximoff, Anthony Mackie como Sam Wilson / Falcão, Sebastian Stan como Bucky Barnes / Soldado Invernal, Tom Hiddleston como Loki, Pom Klementieff como Mantis, Dave Bautista como Drax, o Destruidor, Letitia Wright como Shuri, William Hurt como Thaddeus Ross, Cobie Smulders como Maria Hill, Winston Duke como M'Baku, Jacob Batalon como Ned, Vin Diesel como Groot, Chris Pratt como Peter Quill / Senhor das Estrelas, Samuel L. Jackson como Nick Fury, Ross Marquand como Caveira Vermelha / Guardião da Joia, Kerry Condon como a voz original de SEXTA-FEIRA — a inteligência artificial (IA) da armadura de Stark, e; os Filhos de Thanos (a Ordem Negra nos quadrinhos) tendo: Tom Vaughan-Lawlor como Ebony Maw (Fauce de Ébano); Michael James Shaw como Corvus Glaive; Terry Notary como Cull Obsidian, e; Monique Ganderton fornece a captura de movimento para Próxima Meia-Noite.
Também reprisam seus papéis em filmes anteriores do UCM: Evangeline Lilly como Hope van Dyne / Vespa, Tessa Thompson como Valquíria, Rene Russo como Frigga, John Slattery como Howard Stark, Tilda Swinton como a Anciã, Hayley Atwell como Peggy Carter, Marisa Tomei como May Parker, Taika Waititi como Korg (parceiro de Miek) Angela Bassett como Ramonda, Michael Douglas como Hank Pym, Michelle Pfeiffer como Janet van Dyne, Linda Cardellini como Laura Barton, Maximiliano Hernández como Jasper Sitwell, Frank Grillo como Brock Rumlow (Ossos Cruzados), Robert Redford como Alexander Pierce, Callan Mulvey como Jack Rollins, e Ty Simpkins como Harley Keener. Sean Gunn reprisou seu papel como Kraglin, sendo creditado pelo papel, embora seja incerto se a gravação de sua expressão facial foi usada. Natalie Portman aparece como Jane Foster através do uso de uma cena deletada de Thor: The Dark World (2013), e uma nova voz sobre a qual Portman gravou quando Foster aparece falando à distância. James D'Arcy reprisa seu papel como Edwin Jarvis, da série de televisão do UCM Agent Carter, marcando a primeira vez que um personagem introduzido em uma série de televisão do UCM aparece em um filme desta mesma franquia.
Além disso, Hiroyuki Sanada interpreta Akihiko, um chefe da Yakuza que atua em Tóquio e que se opõe a Barton. Lexi Rabe interpreta Morgan Stark, filha de Tony e Pepper. Katherine Langford foi escalada para interpretar uma Morgan mais velha, mas sua cena foi deletada do filme. Emma Fuhrmann interpreta uma Cassie Lang mais velha, filha de Scott, depois que a personagem foi interpretada quando criança por Abby Ryder Fortson em filmes anteriores do UCM. A família de Clint Barton tendo: Ava Russo como a filha Lila Barton; Ben Sakamoto como o filho Cooper Barton, e; Cade Woodward como o filho Nathaniel Barton. O co-criador dos Vingadores, Stan Lee, faz uma aparição póstuma no filme, aparecendo digitalmente rejuvenescido como um motorista de carro em 1970; esta foi a sua última aparição no cinema. Ken Jeong e Yvette Nicole Brown obtêm aparições especiais como guarda de instalações de um armazenamento e como uma funcionária da S.H.I.E.L.D., respectivamente. O co-diretor Joe Russo (creditado como Gozie Agbo) tem uma aparição como um homem gay lamentando a perda repentina de um ente querido, tratando-se da primeira vez que um personagem abertamente homossexual é retratado em um filme do UCM. O criador de Thanos, Jim Starlin, também aparece como um homem enlutado. O personagem Howard, o Pato faz uma aparição sem fala.

## Produção

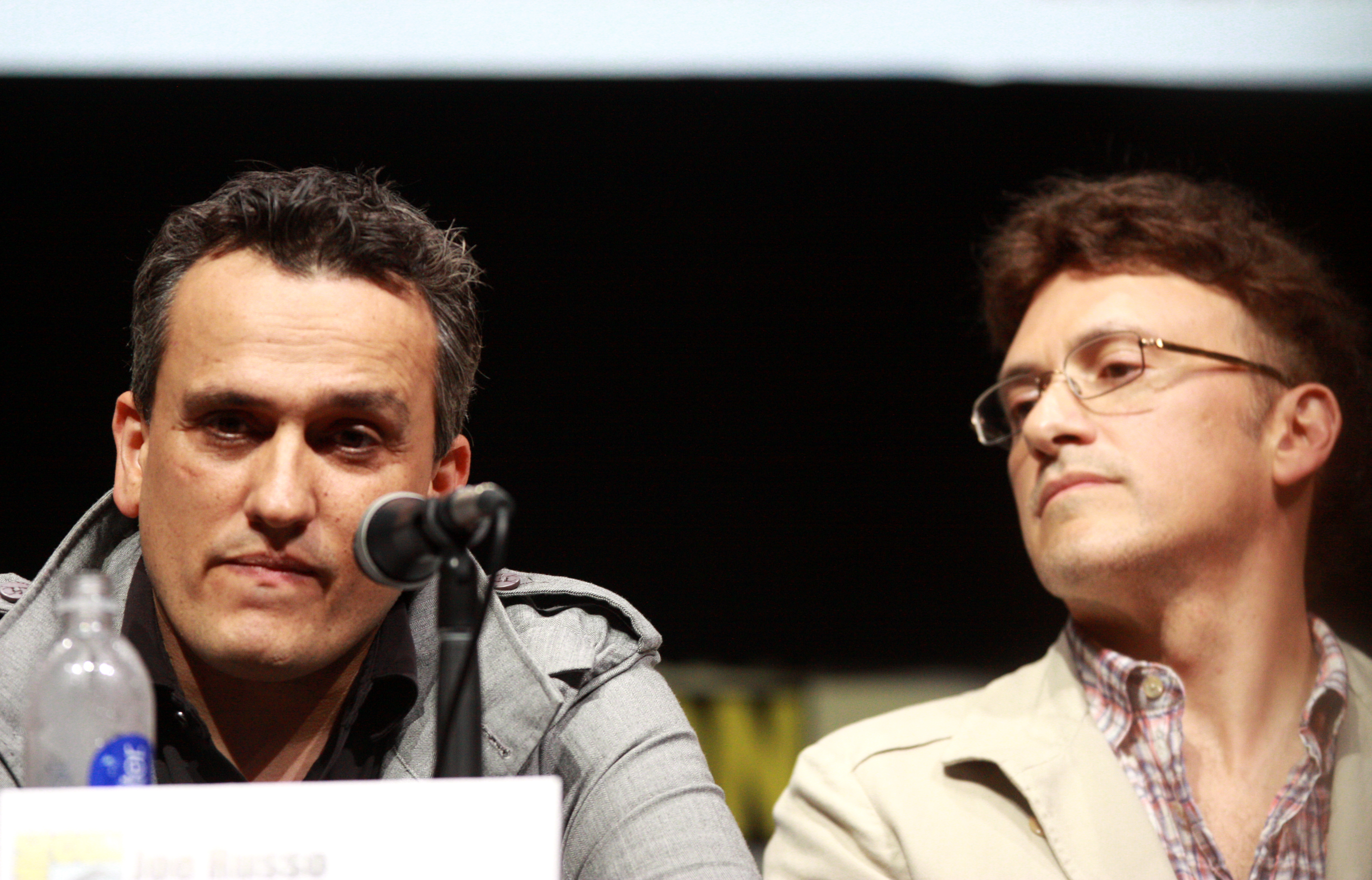
Joe e Anthony Russo, os diretores do filme

Em outubro de 2014, a Marvel anunciou uma sequência de duas partes de Avengers: Age of Ultron (2015), intitulada Avengers: Infinity War. Part 1 estava programada para ser lançada em 4 de maio de 2018, com Part 2 programada para 3 de maio de 2019. Em abril de 2015, a Marvel anunciou que os irmãos Anthony e Joe Russo dirigiriam ambas as partes de Avengers: Infinity War, com filmagens conjuntas previstas para começarem em 2016. Nesse mesmo mês, o produtor Kevin Feige disse que os filmes foram intitulados como duas partes de um único filme por causa dos elementos compartilhados entre as obras, mas comentou que seriam "dois filmes distintos", não uma história dividida em dois filmes. Em maio de 2015, Christopher Markus e Stephen McFeely assinaram contrato para escrever os roteiros de ambas as partes da produção. Em maio de 2016, os irmãos Russos revelaram que iriam renomear o subtítulo de ambas as partes, para remover ainda mais o equívoco de história dividida. Em julho daquele ano, a Marvel removeu o subtítulo "Infinity War – Part 2", simplesmente referindo-se ao filme como Untitled Avengers film. Feige e os irmãos Russos indicaram que o título estava sendo retido porque revelaria detalhes da trama deste filme e de Infinity War.
As filmagens começaram em 10 de agosto de 2017, sob o título de produção de Mary Lou 2, no Pinewood Atlanta Studios no Condado de Fayette, Geórgia, com Trent Opaloch atuando como diretor de fotografia. O filme, juntamente com Infinity War, foram filmados com o uso de câmeras ARRI Alexa IMAX 2D, marcando assim a primeira vez que um longa-metragem de Hollywood havia sido filmado inteiramente com câmeras digitais IMAX. Nesse mesmo mês, as filmagens ocorreram na área de The Gulch, em Downtown Atlanta, perto da estação Five Points MARTA, e Parque Piedmont. Feige explicou que os filmes foram originalmente programados para serem filmados simultaneamente, mas acabaram sendo filmados consecutivamente, pois "tornou-se muito complicado cruzá-los desta forma, e nos encontramos — novamente, em algo que pagaria o preço. Queríamos poder focar e filmar um filme e depois focar e filmar outro filme." Originalmente, Anthony Russo achou que fazia mais sentido filmar os filmes simultaneamente devido a razões financeiras e logísticas, considerando o grande número de membros do elenco, e sugeriu que em "alguns dias estaremos filmando o primeiro filme e alguns dias estaremos filmando o segundo filme. Apenas pulando para frente e para trás". As cenas de Asgard de 2013 foram filmadas na Catedral de Durham em Durham, Inglaterra, durante a produção de Infinity War no início de maio de 2017. Filmagens também ocorreram em St Abbs, Escócia, cujo se tornou Nova Asgard, Noruega. A produção terminou em 11 de janeiro de 2018, embora filmagens adicionais tenham ocorrido nos condados de Dutchess e Ulster em Nova Iorque, em junho de 2018. As refilmagens começaram em 7 de setembro de 2018 e foram concluídas em 12 de outubro de 2018. Refilmagens adicionais ocorreram em janeiro de 2019. Com um orçamento estimado na faixa dos 356–400 milhões de dólares, é um dos filmes mais caros já feitos. Evans e Hemsworth receberam um pagamento de 15 milhões de dólares por conta do filme.
O título oficial, Avengers: Endgame, e a data final de lançamento nos Estados Unidos de 26 de abril de 2019, foram revelados juntos com o primeiro trailer do filme em dezembro de 2018. Os efeitos visuais foram criados pela Industrial Light & Magic, Weta Digital, DNEG, Framestore, Cinesite, Digital Domain, Rise, Lola VFX, Cantina Creative, Capital T, Technicolor VFX e Territory Studio. Assim como nos filmes anteriores do UCM, a Lola trabalhou nas sequências de rejuvenescimento; o filme apresenta 200 tomadas de envelhecimento e rejuvenescimento. Downey, Evans, Ruffalo, Hemsworth, Johansson e Renner foram rejuvenescidos para suas aparições de 2012 para cenas recriadas de The Avengers (2012). Michael Douglas, John Slattery e Stan Lee também foram rejuvenescidos para as cenas em Nova Jersey de 1970; a aparência de Douglas em The Streets of San Francisco (1972–1977) serviu como base para sua figuração em Endgame. A Lola também envelheceu Evans para a cena final, onde ele é retratado como um homem idoso, usando um pouco de maquiagem e um dublê como referência. Jeffrey Ford e Matthew Schmidt serviram como editores do filme.

## Música

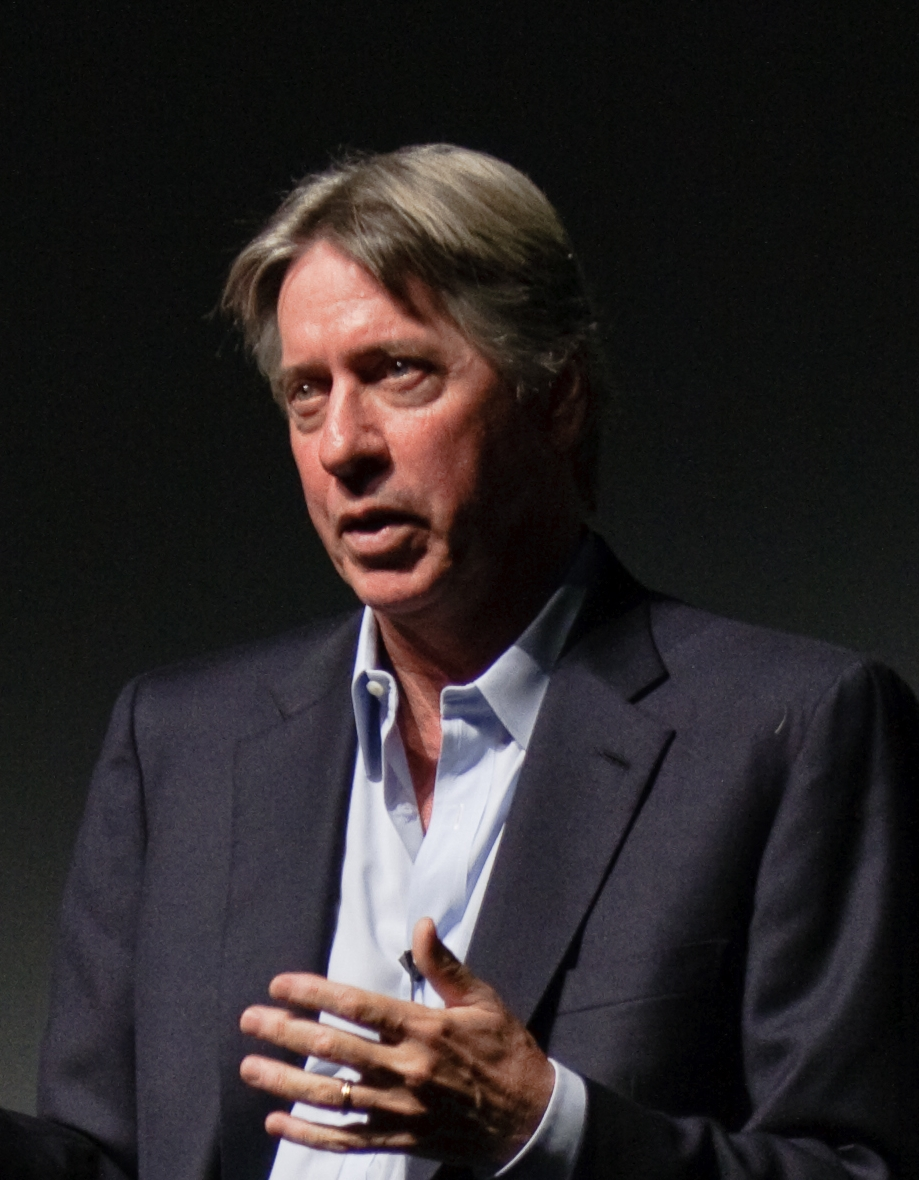
Alan Silvestri serviu como o compositor da trilha sonora do filme

Em junho de 2016, foi revelado que Alan Silvestri, que compôs a trilha sonora de The Avengers, estaria voltando para compor Infinity War e Endgame. Os irmãos Russos começaram a trabalhar com Silvestri na trilha de Endgame no início de novembro de 2018, com a sua produção sendo concluída no final de março de 2019. Um álbum de trilha sonora, com as faixas de Silvestri, foi lançado digitalmente pela Hollywood Records em 26 de abril de 2019, com um lançamento físico ocorrendo em 24 de maio. Um videoclipe para a faixa "Portals", composta para a cena climática em que os personagens restaurados chegam para ajudar os Vingadores, foi lançado em 13 de junho.
Em entrevista para a revista The Hollywood Reporter, Silvestri disse que a trilha sonora de Endgame possui o tom mais versátil de toda a franquia, variando de "percussões estrondosas e metais poderosos" para as sequências de ação, a canções minimalistas inspiradas no jazz para os temas do Homem-Formiga e do reino quântico. Silvestri reprisou seus temas compostos para filmes anteriores dos Vingadores e Captain America: The First Avenger, incluindo o material que ele compôs para Thanos e as Joias do Infinito em Infinity War. Silvestri chamou a faixa, que finaliza a história do Capitão América, de "comovente", já que ele "estava nessa jornada com [o personagem] desde o início". O filme também usa o tema de Ant-Man (2015) de Christophe Beck, o tema de Doctor Strange (2016) de Michael Giacchino, e o tema de Captain Marvel (2019) de Pinar Toprak. Além disso, as canções "Come and Get Your Love" da banda Redbone, e "It's Been a Long, Long Time" de Jule Styne e Sammy Cahn, são usadas, depois de terem sido ouvidas anteriormente em Guardians of the Galaxy e Captain America: The Winter Soldier (2014), respectivamente.

## Marketing
A campanha de marketing de Endgame custou mais de 200 milhões de dólares, o maior valor para qualquer filme da Marvel Studios já lançado até então. Os parceiros promocionais incluíam a Stand Up to Cancer, Mastercard, Ulta Beauty, o carro conceito Audi e-tron GT (que aparece no filme), McDonald's, GEICO, Coca-Cola, Google, General Mills, Hertz, Ziploc, Oppo e Synchrony Financial.
Um ano antes de seu lançamento, Germain Lussier, da io9, falou sobre a abordagem que a Marvel poderia ter que adotar no marketing do filme, dado o final de Infinity War, onde muitos personagens importantes morrem. Ele questionou se esses personagens apareceriam em cartazes e em campanhas de brinquedos, e se os atores que os retratariam participariam de eventos de imprensa que antecederiam o lançamento do filme. Lussier sentiu que a Disney e a Marvel poderiam se concentrar nos membros originais da equipe dos Vingadores, que compõem a maioria dos personagens vivos, mas observou que seria mais benéfico mostrar o retorno dos personagens mortos, o que criaria um "mistério e curiosidade sobre como eles voltam" e um "nível totalmente novo de interesse" para o filme, fazendo com que possuísse "todas as estrelas na frente e no centro". Feige comentou sobre isso em junho de 2018, afirmando que esses personagens mortos não seriam apresentados em nenhuma forma de marketing para o filme. Ele apresentou um vídeo dos bastidores da produção na CineEurope, e disse que a campanha de marketing oficial do filme começaria no final de 2018. No início de dezembro de 2018, antes do lançamento do primeiro trailer, Graeme McMillan, do The Hollywood Reporter, falou sobre a "expectativa febril" em torno dele, notando diversas criações de fãs como forma de antecipação, "sem [a] direção perceptível da Marvel ou dos cineastas envolvidos", e que a quantidade de conhecimento em torno do filme sem qualquer tipo de promoção era "uma espécie de reconhecimento de marca" que a maioria dos estúdios deseja. Por causa disso, McMillan sugeriu à Marvel que não lançasse nenhum trailer para a obra, já que "o nível avançado de entusiasmo [...] [provavelmente] se elevaria" antes do lançamento do filme. Dito isso, ele acrescentou que o eventual lançamento do trailer tiraria a "posição de gato de Schrödinger", pois era "quase garantido" que causaria uma decepção aos fãs naquele momento.
O primeiro trailer do filme foi lançado em 7 de dezembro de 2018. Dustin Sandoval, vice-presidente de marketing digital da Marvel Studios, afirmou que a equipe de marketing "fez a escolha" de evitar a inclusão do "título ou hashtag" do filme nas postagens oficiais de seu trailer, permitindo que os fãs vissem-no "até o final" sem que isso soasse como um spoiler. Richard Newby, do The Hollywood Reporter, sentiu que, embora não tenha sido revelado muito material novo no trailer, ele ofereceu um "vislumbre sombrio de um universo que se tornou irreconhecível" e fez com que os espectadores refletissem sobre "o final de Avengers: Infinity War e [suas] questões de perda". Newby também notou como o trailer destacou o "início humilde" dos personagens com sua linguagem visual, e concluiu que deixou os espectadores com "as mesmas perguntas que tinham antes". Austen Goslin, da Polygon, apontou que o título não apenas faz referência a uma linha que Doutor Estranho diz a Tony Stark em Infinity War, mas também a uma linha falada por Stark em Age of Ultron. Goslin disse: "A cena em torno desta linha em Age of Ultron é uma das mais importantes do filme. As coisas parecem sombrias, e o grupo de heróis enfrenta um inimigo que eles acham que não podem derrotar." Como tal, o trailer de Endgame "espelha isso perfeitamente", e "nos mostra que os dois personagens mais proeminentes dos Vingadores são quem sempre foram: Homem de Ferro, um pessimista que continua lutando, não importa o quão sem esperança as coisas pareçam, e Capitão América, um otimista que acredita que nada é impossível quando os heróis do mundo lutam juntos." O trailer foi visto 289 milhões de vezes em suas primeiras 24 horas, tornando-se o trailer mais visto nesse período de tempo, superando o recorde de Avengers: Infinity War (230 milhões de visualizações). O trailer também estabeleceu um recorde de debates no Twitter (para um trailer de filme) nas primeiras 24 horas, gerando 549 mil menções. Em 3 de janeiro de 2019, o serviço de métrica "Trailer Impact", da BoxOffice, indicou que aproximadamente 77–78% das pessoas pesquisadas que viram o trailer de Endgame nas últimas três semanas manifestaram interesse em ver o filme, fazendo com que esta se tornasse a maior porcentagem do serviço desde a sua introdução em março de 2018. Nas três semanas em que foi medido pelo serviço, o trailer se tornou o favorito de todos os pesquisados.
O segundo trailer do filme, juntamente com o pôster de lançamento nos cinemas, foi lançado em 14 de março de 2019. Todos os 13 atores apresentados tiveram seus nomes descritos no ponto superior do pôster, exceto Danai Gurira, cujo nome ainda aparecia na parte inferior junto com Benedict Wong, Jon Favreau e Gwyneth Paltrow (nenhum dos quais apareceu no cartaz). Apesar disso, a exclusão de seu nome provocou críticas de alguns fãs. Petrana Radulovic, da Polygon, observou que como um ator ser creditado no pôster "é um processo complexo", o estúdio acaba tendo que "lidar com agentes, taxas e demandas de estrelas de cinema". A reação do público fez com que a Marvel lançasse um novo pôster no final do dia, com Gurira sendo creditada na parte superior do cartaz. O segundo trailer foi visto 268 milhões de vezes nas primeiras 24 horas, tornando-se o segundo mais visto naquele período de tempo, atrás apenas do primeiro trailer do filme.

## Lançamento

### Cinema
A estreia mundial de Avengers: Endgame ocorreu em 22 de abril de 2019 no Los Angeles Convention Center. A Disney fez alterações no Hall K do Convention Center para a estreia do filme, trabalhando com a Dolby e QSC Audio para instalarem uma tela de 70 pés (21 metros), projetores Dolby Vision e um sistema de som Dolby Atmos. No Convention Center, também foi realizada a chegada do tapete vermelho da estreia e na pós-cerimônia. O filme foi lançado na Austrália, China e algumas partes da Ásia e Europa em 24 de abril, no Brasil, Portugal e Reino Unido em 25 de abril, nos Estados Unidos e Índia em 26 de abril, e na Rússia em 29 de abril, em formatos IMAX e 3D. Foi originalmente programado para ser lançado nos Estados Unidos em 3 de maio. Avengers: Endgame faz parte da Fase Três do UCM.
Após o lançamento do segundo trailer de Spider-Man: Far From Home (2019), da Marvel Studios, em 6 de maio, a Marvel começou a exibi-lo no final das exibições de Endgame com uma mensagem, antes do filme, da estrela de Far From Home, Tom Holland, dizendo para o público ficar até o final dos créditos para poder vê-lo. Em junho, Feige anunciou que Endgame seria relançado nos cinemas com sete minutos de novas imagens pós-créditos, incluindo um tributo a Stan Lee, uma cena deletada inacabada e a cena de abertura de Far From Home. Um pôster de edição limitada também seria distribuído em alguns cinemas. O relançamento começou em 28 de junho nos Estados Unidos, em 1 040 cinemas.

### Mídia doméstica
Avengers: Endgame foi lançado nos Estados Unidos em formato de download digital pela Walt Disney Studios Home Entertainment em 30 de julho de 2019, e em Ultra HD Blu-ray, Blu-ray e DVD em 13 de agosto. O filme foi lançado em Digital HD e Blu-ray em 2 de setembro no Reino Unido. O streaming é exclusivo do Disney+ desde 12 de novembro. Os lançamentos digitais e Blu-ray incluem curtas-metragens de bastidores, comentários em áudio, cenas deletadas e erros de gravação. Apesar de ter sido filmado com câmeras IMAX e lançado em cinemas IMAX na proporção de 1.90:1, o lançamento de mídia doméstica inclui apenas a versão de proporção recortada de 2.39:1 que foi usada para exibições não-IMAX. A versão IMAX Enhanced do filme foi disponibilizada no Disney+ a partir de 12 de novembro de 2021.

## Recepção

### Bilheteria
Avengers: Endgame arrecadou 858,3 milhões de dólares nos Estados Unidos e Canadá, e 1,939 bilhão de dólares em outros territórios, totalizando 2,798 bilhões de dólares em todo o mundo, tornando-se o filme de maior bilheteria de todos os tempos — até ser superado por Avatar (2009), devido a um relançamento na China em março de 2021 — bem como a segunda maior bilheteria de todos os tempos nos Estados Unidos e Canadá. Ajustado pela inflação, Gone with the Wind (1939) continua sendo o filme de maior bilheteria, com Endgame se estabelecendo como a quinta maior bilheteria de todos os tempos em todo o mundo.
O filme teve uma estreia mundial de 1,2 bilhão de dólares, a maior de todos os tempos, e quase o dobro do recorde anterior de Infinity War de 640 milhões de dólares. É também o filme mais rápido a superar a marca de 1 bilhão e 1,5 bilhão de dólares, fazendo isso em apenas cinco e oito dias, respectivamente. A Deadline Hollywood estimou que o filme chegaria ao ponto de equilíbrio apenas cinco dias após seu lançamento, o que é "inédito para um grande estúdio para um final de semana de estreia". O site finalmente calculou o lucro líquido final do filme em 890 milhões de dólares, contabilizando orçamentos de produção, marketing, participações de talentos e outros custos; as receitas de bilheteria e mídia doméstica o colocaram em primeiro lugar na lista dos "Blockbusters Mais Valiosos" de 2019.
Em 4 de maio, os ganhos do filme nas bilheterias globais ultrapassaram toda a arrecadação de Infinity War, tornando-o assim o filme mais rápido a arrecadar 2 bilhões de dólares em todo o mundo, acumulando a quantia em apenas 11 dias (superando Avatar, que o fez em 47 dias). Também se tornou o quinto filme a ultrapassar esse limite, depois de Avatar, Titanic (1997), Star Wars: The Force Awakens (2015) e Infinity War, e o segundo filme a ultrapassar o limite de 2,5 bilhões de dólares, realizando tal feito em apenas 20 dias (superando o recorde de 72 dias de Avatar).

#### Recordes de pré-venda de ingressos
No final de dezembro de 2018, Endgame foi listado como um dos filmes mais aguardados de 2019, ficando em segundo lugar pelo IMDb, e em primeiro pela Fandango e Atom Tickets.
Devido à alta demanda quando os ingressos de pré-venda ficaram disponíveis nos Estados Unidos em 2 de abril de 2019, os clientes da Atom Tickets e da Fandango tiveram longos tempos de espera e atrasos no sistema, enquanto que o site e o aplicativo da AMC Theatres ficaram completamente indisponíveis por várias horas. Nesse mesmo dia, a Fandango anunciou que o filme havia se tornado seu título de pré-venda mais vendido nas primeiras 24 horas, superando o recorde anterior de Star Wars: The Force Awakens em apenas seis horas. Da mesma forma, a Atom disse que também foi o filme mais vendido em seu site no primeiro dia (vendendo quatro vezes mais que Aquaman, de 2018), enquanto que a Regal Cinemas informou que Endgame vendeu mais ingressos em suas primeiras oito horas do que Infinity War em toda a sua primeira semana. O filme arrecadou 120–140 milhões de dólares apenas em pré-vendas. Um dia antes de seu lançamento, a Fandango anunciou que este era o seu maior título de pré-venda de todos os tempos, superando The Force Awakens, com mais de 8 000 sessões esgotadas em todo o país.
Na Índia, o filme vendeu um milhão de ingressos em apenas um dia para as exibições em língua inglesa, hindi, tâmil e telugo; em média, 18 ingressos foram vendidos a cada segundo. Na China, os ingressos de pré-venda ficaram disponíveis em 12 de abril e quebraram um recorde, ao serem comercializados mais de um milhão de bilhetes em apenas seis horas, superando o primeiro total de 24 horas de Infinity War na primeira hora, e faturando 114,5 milhões de dólares (770 milhões de yuans) apenas em pré-vendas.

#### Estados Unidos e Canadá

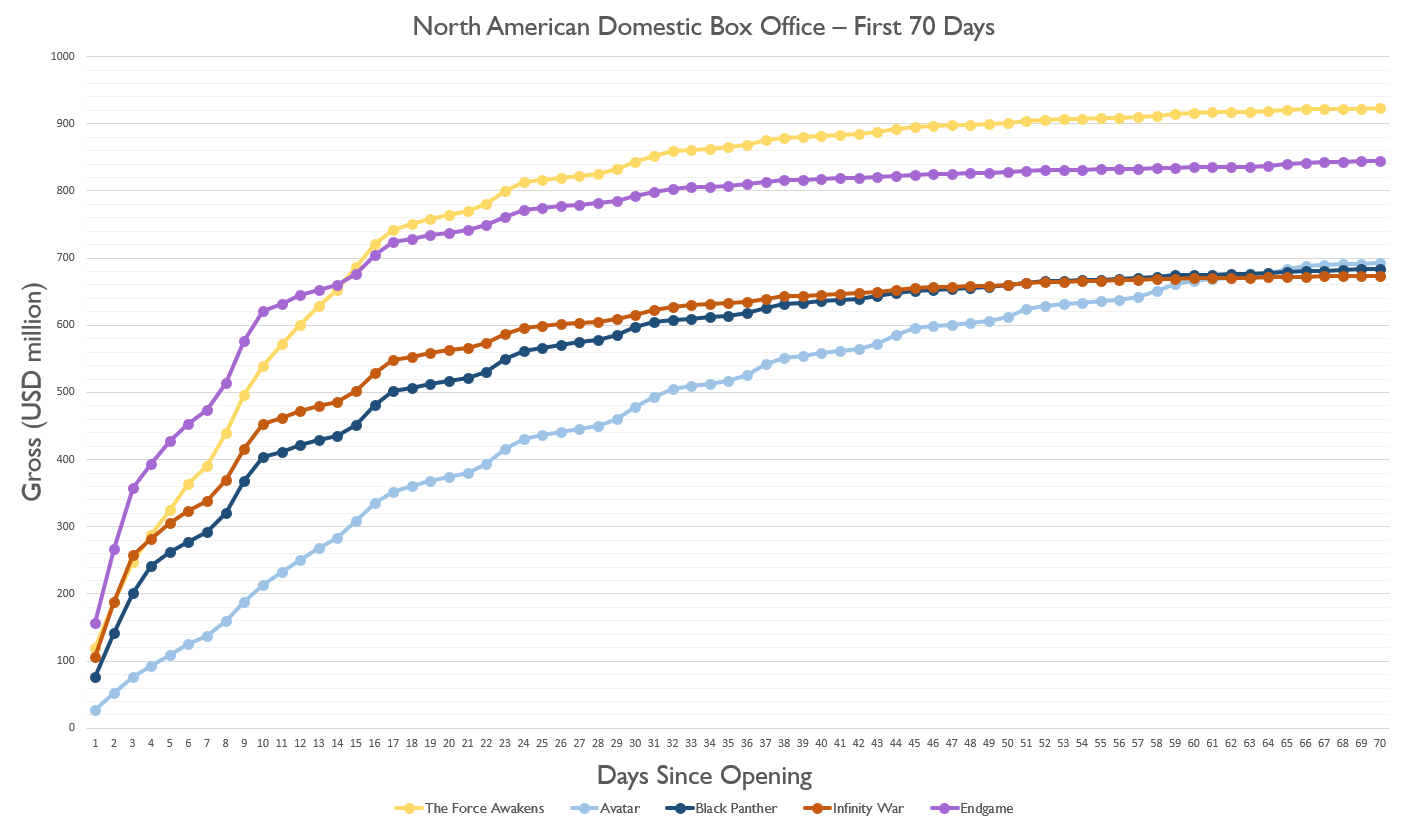
Gráfico da bilheteria norte-americana de Avengers: Endgame contra os quatro filmes de maior bilheteria do mercado

Em 4 de abril, as projeções da indústria cogitavam que o filme arrecadaria 200–250 milhões de dólares no mercado interno durante seu fim de semana de estreia, embora alguns insiders tenham considerados esses números como conservadores e esperavam uma estreia de 260–300 milhões de dólares. Na semana de seu lançamento, as estimativas de receita doméstica haviam subido para 260–270 milhões de dólares, com alguns insiders ainda sugerindo que uma estreia de 300 milhões de dólares era possível. O filme foi exibido em 4 662 cinemas, 410 dos quais foram em IMAX; foi o lançamento mais amplo de todos os tempos, superando o recorde de 4 529 cinemas de Despicable Me 3 (2017). Avengers: Endgame arrecadou 357,1 milhões de dólares em seu fim de semana de estreia, quebrando o recorde de Infinity War em quase 100 milhões de dólares. Também estabeleceu recordes para maior arrecadação de sexta-feira, sábado e domingo, bem como o maior valor total, em comparação com o recorde anterior de bilheteria, de todos os filmes combinados (314 milhões de dólares). O filme então se tornou a terceira maior arrecadação em uma segunda-feira e terça-feira. Em seu segundo fim de semana, Endgame arrecadou 147,4 milhões de dólares (o segundo maior segundo fim de semana de todos os tempos) para um total de 621,3 milhões em 10 dias. Foi o filme mais rápido a ultrapassar a marca de 600 milhões de dólares, superando os 12 dias de The Force Awakens e menos da metade dos 26 dias de Infinity War. Na semana seguinte, o filme arrecadou 64,8 milhões de dólares, o quarto melhor terceiro fim de semana de todos os tempos. Também ultrapassou a marca de 700 milhões de dólares, igualando o recorde de 16 dias de The Force Awakens. Endgame foi finalmente superado em seu quarto fim de semana pelo recém-chegado John Wick: Chapter 3 – Parabellum (2019). Ele faturou 17,2 milhões de dólares no fim de semana seguinte (e um total de 22,3 milhões no período de quatro dias do Memorial Day), ultrapassando o limite de 800 milhões de dólares no mercado interno. Durante o relançamento, que ocorreu em seu décimo fim de semana, o filme foi adicionado a 1 040 cinemas e faturou 6,1 milhões de dólares, um aumento de 207% em relação ao fim de semana anterior. Em seu décimo terceiro fim de semana, o filme arrecadou 1,2 milhão de dólares, o que o colocou acima do limite do recorde de todos os tempos de Avatar.

#### Outros territórios
Internacionalmente, Endgame foi projetado para arrecadar cerca de 680 milhões de dólares nos primeiros cinco dias, para uma estreia global de 850–950 milhões de dólares. O filme foi inicialmente projetado para arrecadar 250–280 milhões de dólares na China em seu fim de semana de estreia, mas fez um recorde de 107,5 milhões de dólares (719 milhões de yuans) no país em seu primeiro dia, incluindo 28,2 milhões de dólares (189 milhões de yuans) a partir da meia-noite, 3 da manhã e 6 da manhã, batendo o recorde anterior de The Fate of the Furious (2017) de 9,1 milhões de dólares. Devido ao recorde de primeiro dia, em parte devido ao boca-a-boca (com nota 9,1 no agregador de resenhas local Douban, e 9,3 no site de ingressos Maoyan), as projeções de estreia aumentaram para mais de 300 milhões de dólares. No geral, o filme arrecadou 169 milhões de dólares no primeiro dia em países fora dos Estados Unidos e Canadá, a maior receita de todos os tempos. Seus maiores mercados depois da China foram a Índia, Coreia do Sul (o maior faturamento bruto de um único dia sem feriados), Austrália, França e Itália. Assim como no mercado interno, o filme acabou tendo um desempenho superior em relação às projeções da indústria, e estreou com 866 milhões de dólares no exterior. Seus maiores mercados, cada um dos quais estabeleceram o recorde de melhor abertura de todos os tempos no país, foram China, Reino Unido, Coreia do Sul, México, Austrália, Brasil, Espanha, Japão e Vietnã. Ele também faturou 21,6 milhões de dólares em seus primeiros quatro dias na Rússia, após um adiamento em sua estreia causado pelo governo do país.
Em sua primeira semana, os cinco maiores mercados internacionais do filme foram a China, Reino Unido, Coreia do Sul, México e Índia. Uma semana após seu lançamento, tornou-se o filme estrangeiro de maior bilheteria de todos os tempos na China e na Índia. Em seu segundo fim de semana, o total de arrecadação do filme ultrapassou 1,569 bilhão de dólares nos mercados internacionais, ultrapassando Titanic como o segundo maior filme no exterior de todos os tempos. Até janeiro de 2022, os principais mercados internacionais do filme foram a China (629 milhões de dólares), Reino Unido (115 milhões de dólares), Coreia do Sul (105 milhões de dólares), Brasil (86 milhões de dólares) e México (78 milhões de dólares).

### Críticas
O agregador de resenhas Rotten Tomatoes relatou um índice de aprovação de 94%, com uma pontuação média de 8,2/10, baseada em 547 avaliações. O consenso crítico do site diz: "Emocionante, divertido e emocionalmente impactante, Avengers: Endgame faz o que for preciso para entregar um final satisfatório para a épica Saga do Infinito da Marvel." O Metacritic, que usa uma média aritmética ponderada, atribuiu ao filme uma pontuação de 78/100 com base em 57 resenhas, indicando "avaliações geralmente favoráveis". O público entrevistado pelo CinemaScore concedeu ao filme uma rara nota "A+" em uma escala de A+ a F, o terceiro filme da Marvel a receber tal pontuação, depois de The Avengers e Black Panther (2018); o do PostTrak deu ao filme 5 de 5 estrelas, bem como uma "recomendação definitiva" de 85%.
Escrevendo para a NPR, Glen Weldon atribuiu ao filme uma crítica positiva e considerou-o uma sequência digna de seu antecessor, afirmando: "A decisão dos Russos de ficarem pertos das experiências dos Vingadores restantes prova ser recompensadora, já que eles construíram expressamente o filme como uma volta de vitória estendida para o Universo Cinematográfico Marvel em grande escala." Diego Lima, da IGN brasileira, comentou que Endgame "faz jus às expectativas e estabelece um nível de qualidade para os filmes do UCM que pode nunca mais ser alcançado de tão alto". Peter Travers, em sua resenha para a Rolling Stone, deu ao filme 4 de 5 estrelas, dizendo: "Você não precisa fazer piadas sobre o enredo clichê de viagem no tempo – o filme está pronto, disposto e capaz de fazer a sua própria concepção, com Back to the Future sendo provocado seriamente."
Peter Debruge, da Variety, escreveu: "Após o evento imperdível que foi Infinity War, os irmãos Russos oferecem um acompanhamento de três horas mais voltado para os fãs, recompensando a lealdade ao Universo Cinematográfico Marvel". J. R. Kinnard, da PopMatters, afirmou: "A produção de filmes de ação com grande orçamento não fica muito melhor do que isso". Todd McCarthy, do The Hollywood Reporter, disse: "[O] que aparece com mais força aqui, curiosamente para um filme derivado de histórias em quadrinhos, é a atuação dos personagens, especialmente de Downey, Ruffalo, Evans, Hemsworth, Brolin e Paul Rudd". Richard Roeper, escrevendo para o Chicago Sun-Times, deu ao filme quatro estrelas e elogiou seu "soco emocional", bem como o "roteiro engraçado, bem ritmado, inteligente e habilmente renderizado por Christopher Markus e Stephen McFeely, direção nítida de Anthony Russo e Joe Russo, [...] e as performances universalmente estelares".
O revisor do The New York Times, A. O. Scott, deu ao filme uma crítica positiva, embora cautelosa, afirmando: "Endgame é um monumento à adequação, um ponto de partida adequado para um empreendimento que descobriu como ser suficientemente bom para pessoas suficientes o tempo todo. Não que isso esteja realmente acabado, é claro: a Disney e a Marvel ainda estão desenvolvendo novas facetas no contínuo tempo-dinheiro. Mas os irmãos Russos fornecem a sensação de um final, uma chance de apreciar o que foi feito antes que os cronogramas sejam redefinidos e todos voltem ao trabalho". Justin Chang, do Los Angeles Times, escreveu que "Avengers: Endgame alcança e ganha sua onda climática de sentimentalismo, mesmo quando fica aquém da verdadeira catarse". Joe Morgenstern, do The Wall Street Journal, reconheceu a conquista única que Avengers: Endgame realizou como a conclusão da Saga do Infinito, chamando a batalha final de "inevitavelmente difícil de manejar [...], mas emocionante ao mesmo tempo, e seguida por uma coda delicada. Tantas histórias. Tantas aventuras. Tanta coisa para resolver antes do próximo ciclo começar."
Alguns opinaram que o filme é uma melhoria notável em relação ao seu antecessor, Avengers: Infinity War, como Brian Tallerico, do RogerEbert.com, que afirmou que Endgame é "um filme mais paciente e focado [do que Infinity War], mesmo quando seu enredo atrai elementos de uma dúzia de outros filmes." Matt Zoller Seitz, também do RogerEbert.com, deu ao filme uma avaliação positiva em comparação com Infinity War, que ele considerou como "muito abarrotado, muito apressado e ainda muito longo". Seitz afirmou que Endgame é "uma experiência cordial e satisfatória", além de ser uma "comédia surpreendentemente descontraída, orientada pelos personagens, autoconsciente e sincera [para os] dois terços do [filme]. Grande parte do roteiro sugere um filme descontraído de Richard Linklater com super-heróis". Marcelo Hessel, escrevendo para o Omelete, disse que Endgame "funciona acima de qualquer expectativa: não só entrega uma experiência catártica maior que [Infinity War] como ainda firma posições definitivas em relação aos destinos do [UCM].
Richard Brody, escrevendo para o The New Yorker, foi mais crítico ao filme, opinando que as boas atuações não foram acompanhadas por habilidade comparável dos diretores. Ele disse: "Os Russos possuem peculiarmente pouco senso de prazer visual, pouco senso de beleza, pouco senso de metáfora, pouca aptidão para textura ou composição; suas presunções espetaculares são puramente de escala, e é por isso que seus melhores momentos são calmos e dramáticos." Anthony Lane, também do The New Yorker, deu ao filme uma crítica negativa, achando-o superdesenvolvido e exagerado, afirmando: "A única coisa que você precisa saber sobre Avengers: Endgame é que ele dura pouco mais de três horas e que você pode facilmente sair durante a metade [do filme], fazer algumas compras e voltar para o seu lugar para o clímax. Você não terá perdido nada."

### Prêmios e indicações
Avengers: Endgame recebeu múltiplos prêmios e indicações, incluindo uma indicação para o Óscar, um Annie Award (na qual venceu), um British Academy Film Award, três Critics' Choice Awards (vencendo dois), um Grammy Award, um Hollywood Film Award (que venceu), quatro MTV Movie & TV Awards (vencendo três), sete People's Choice Awards (vencendo três), dois Satellite Awards, quatorze Saturn Awards (vencendo seis), um Screen Actors Guild Award (que venceu), e nove Teen Choice Awards (vencendo quatro).

## Futuro
Em maio de 2018, o então CEO da Disney, Bob Iger, comentou sobre os planos da Marvel além de Endgame: "Acho que tentaremos aquilo que chamarei de uma nova franquia além dos Avengers, mas isso não significa necessariamente que você não verá mais os Vingadores no futuro. Nós apenas não fizemos nenhum anúncio sobre isso." Iger acrescentou: "Dada a popularidade dos personagens e da franquia, não acho que as pessoas devam inferir que nunca haverá outro filme dos Avengers". Logo após a estreia de Endgame, os irmãos Russos disseram que não se opunham a retornar ao UCM no futuro, devido ao relacionamento positivo deles com a Marvel Studios, mas não planejavam fazer isso naquele momento. Em janeiro de 2021, o presidente da Marvel Studios, Kevin Feige, disse que outro filme dos Avengers aconteceria "em algum momento".
Na San Diego Comic-Con em julho de 2022, Feige anunciou Avengers: The Kang Dynasty e Avengers: Secret Wars, originalmente programados para serem lançados em 2 de maio de 2025 e 7 de novembro de 2025, respectivamente. Os filmes concluiriam a Fase Seis do UCM. Feige disse mais tarde que os irmãos Russos não voltariam para dirigir os filmes. Destin Daniel Cretton, que dirigiu Shang-Chi and the Legend of the Ten Rings (2021), foi confirmado como diretor de The Kang Dynasty logo depois. Em setembro, o escritor de Ant-Man and the Wasp: Quantumania (2023), Jeff Loveness, foi anunciado como roteirista. No mês seguinte, o escritor principal da primeira temporada de Loki (2021) e o principal escritor de Doctor Strange in the Multiverse of Madness (2022), Michael Waldron, foi contratado para escrever o roteiro de Secret Wars. Pouco depois, a data de lançamento de Secret Wars foi adiada para 1.º de maio de 2026. Em junho de 2023, a Disney adiou The Kang Dynasty para 1.º de maio de 2026, e Secret Wars para 7 de maio de 2027. Cretton deixou o cargo de diretor de The Kang Dynasty em novembro de 2023, quando Waldron foi contratado para substituir Loveness como escritor de The Kang Dynasty. Jonathan Majors, que interpretou Kang, o Conquistador e deveria aparecer em ambos os filmes, foi demitido pela Disney e pela Marvel Studios em dezembro de 2023, após ser condenado por agressão. Naquela época, a Marvel estava se referindo internamente à The Kang Dynasty como Avengers 5, posteriormente sendo renomeado para Avengers: Doomsday, com data de estreia prevista para dezembro de 2026.